# Mu2 Boötis
Título a ser usado para criar uma ligação interna é Mu2 Boötis.
Mu2 Boötis (51 Boötis) é uma estrela na direção da constelação de Boötes. Possui uma ascensão reta de 15h 24m 30.97s e uma declinação de +37° 20′ 49.5″. Sua magnitude aparente é igual a 6.51. Considerando sua distância de 122 anos-luz em relação à Terra, sua magnitude absoluta é igual a 3.65. Pertence à classe espectral G1V.